# Tour B

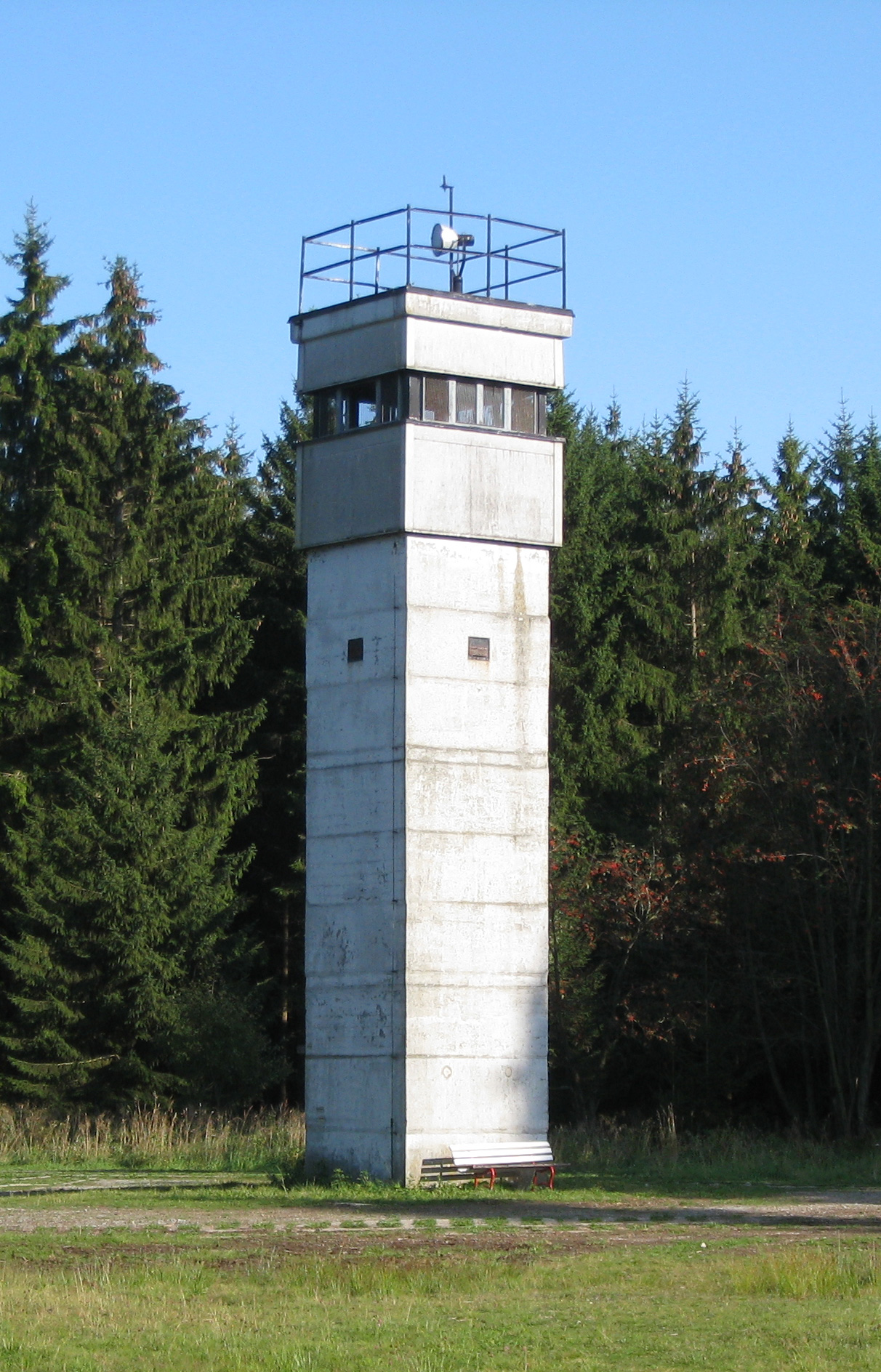
Tour de guet carrée de 2x2 mètres (hauteur de 9 mètres)

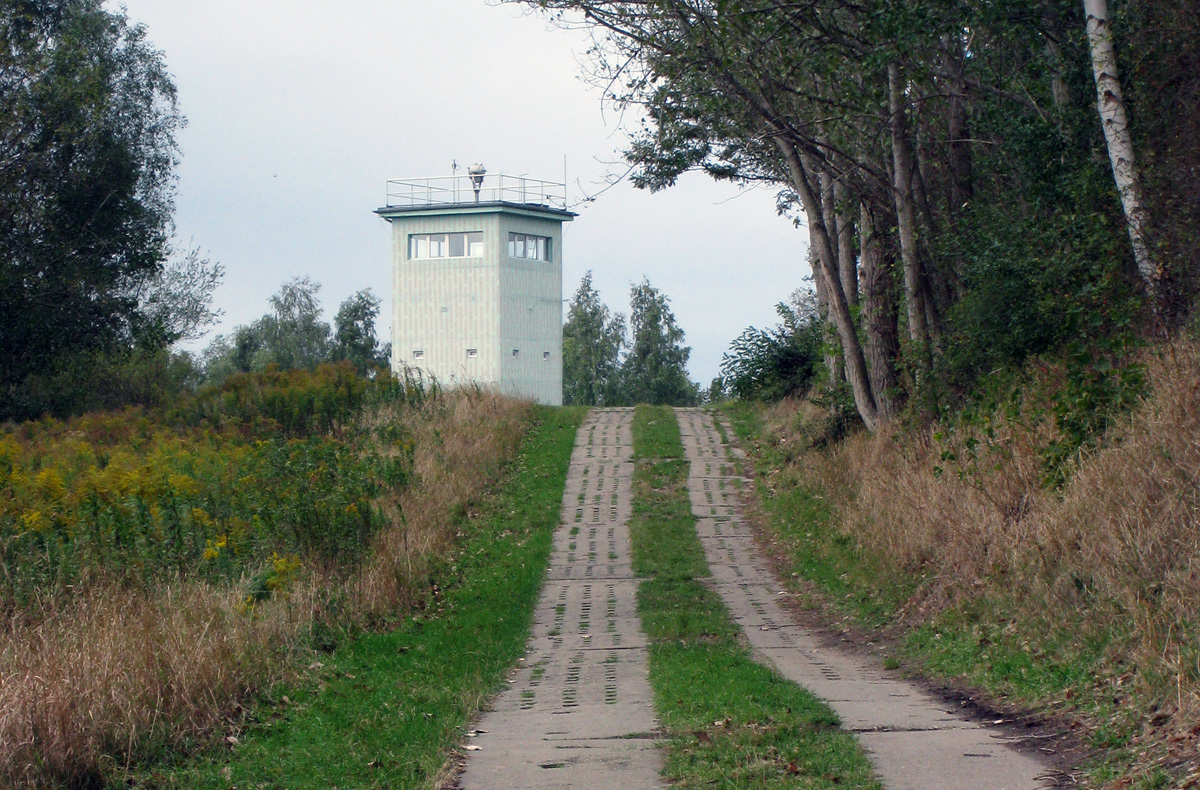
Tour de guet de 4 x 4 mètres carrés

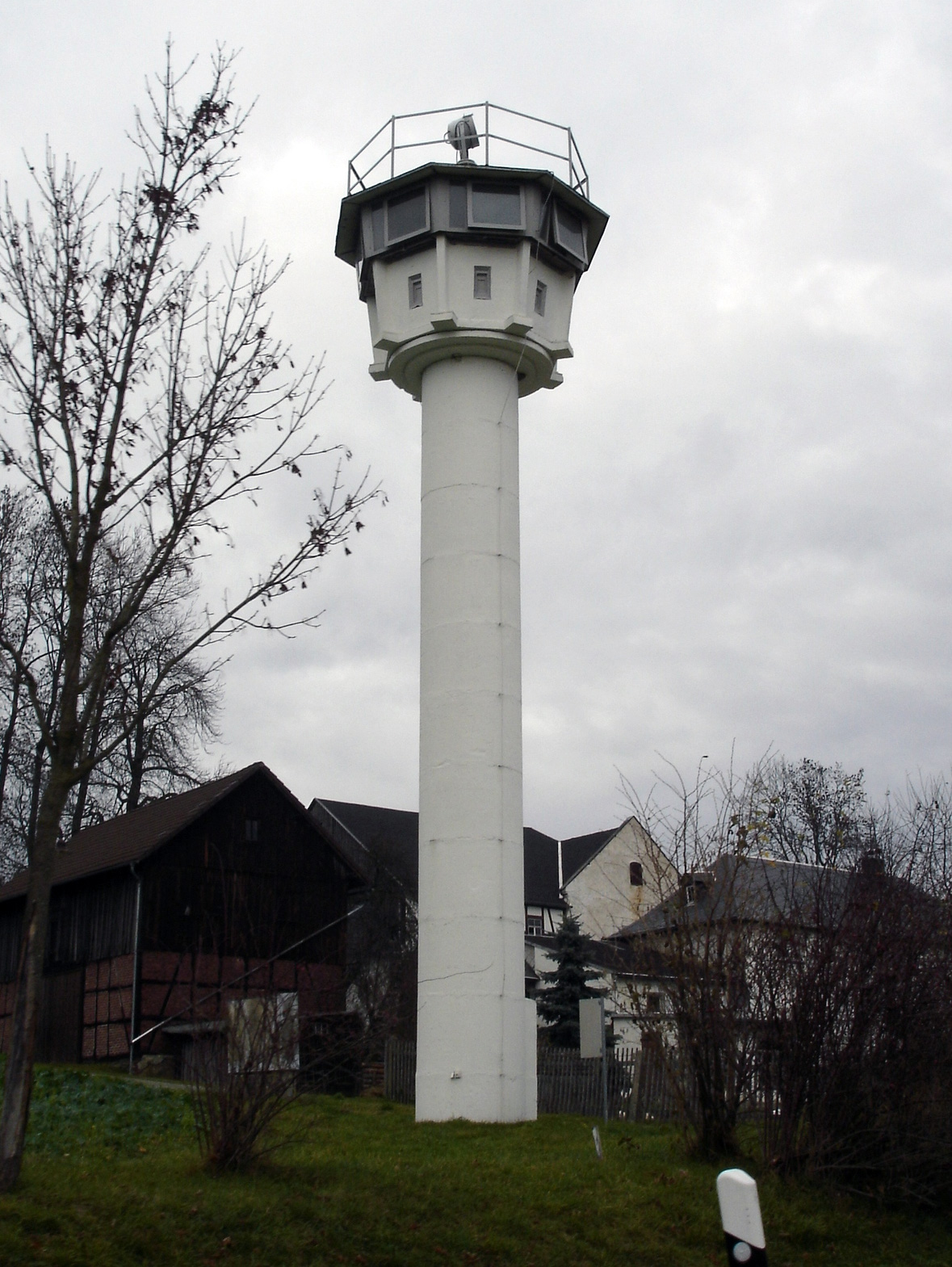
Tour de guet cylindrique (11 mètres de haut)

Une tour B (en allemand : B-Turm, abréviation de Beobachtungsturm) était un type de tour de guet utilisé par les garde-frontières est-allemands.
Ces tours ont été construites selon un modèle standard et sont constituées de sections en béton préfabriqué et désignées par les abréviations "BT 4x4", "BT 9" ou "BT 11". L’ancien Type 11 étant cylindrique, le type 9 avait un plan au sol carré, tout comme le type 4x4. Ces chiffres se rapportaient soit à la hauteur de la tour (par exemple 9 ou 11 mètres), soit à son plan d’étage (par exemple 4 x 4 mètres). Leur hauteur variait en fonction de la situation locale. On y accédait par une porte en acier généralement cachée de la direction de la frontière. Des échelles métalliques décalées menaient en haut via deux ou trois planchers en acier ondulés intermédiaires. La plate-forme principale d'observation était équipée de sièges, de supports à fusil, d'un système de filtre à air, de matériel de signalisation, d'un journal de bord, de matériel de cartographie, de moyens de communication dédiés au réseau de communication de la frontière, de matériel de chauffage électrique et de secours. Il y avait de la place pour 4-5 soldats qui formaient généralement le "groupe d'alerte" (Alarmgruppe). La terrasse sur le toit était protégée par un garde-corps en tube d'acier et était accessible via une trappe en acier étanche et verrouillable. Sur le toit se trouvait un projecteur mobile télécommandé.
Le BT 4x4 se caractérisait par sa forme carrée et ses dimensions de 4 mètres sur 4, par opposition au type (BT-9) avec ses dimensions plus fines de 2 x 2 mètres. L'autre différence visuelle entre les deux types réside dans les fenêtres du dernier étage: les fenêtres du BT 4x4 ne couvrent pas toute la largeur de la tour, contrairement aux fenêtres du BT-9.
Une tour possède les niveaux suivants:
1. Sous-sol.
2. Rez-de-chaussée avec cellules d'arrêt.
3. Premier étage avec compartiments pour faire dormir pour un demi-groupe, avec deux petites fenêtres de chaque côté, pouvant servir de meurtrière.
4. Deuxième étage avec plate-forme d'observation ainsi que des équipements d'alarme et de signalisation. Quatre fenêtres se situent sur chacun des quatre côtés.
5. Toit, avec rampe et projecteur, éventuellement antennes